# Flora Biach
Flora Biach, geborene Schiffmann, (* 12. Juni 1877 in Wien; † 19. Oktober 1942 im KZ Theresienstadt) war eine österreichische Kunsthistorikerin.

## Leben
Sie war die Tochter des Notars Emanuel Schiffmann (1833–1899) und verheiratet mit dem Kaufmann Philipp Biach (1867–1942). Sie studierte an der Universität Wien Kunstgeschichte und wurde bei Josef Strzygowski mit einer Dissertation über Giovanni und Ludovico Burnacini promoviert. Am 22. Juli 1942 wurden sie und ihr Mann mit dem Transport 33 von Wien in das KZ Theresienstadt gebracht, wo sie beide ermordet wurden.

## Veröffentlichungen (Auswahl)
- Flora Biach: Leitweg zur Biographie Ludovico Burnacinis und seiner Familie. In: Monatsblatt des Vereins für Geschichte der Stadt Wien. Jg. 6 (41), Nr. 6–8, Juni/August 1924, S. 17–22.
- Flora Biach: Mazzi, Vincenzo. In: Hans Vollmer (Hrsg.): Allgemeines Lexikon der Bildenden Künstler von der Antike bis zur Gegenwart. Begründet von Ulrich Thieme und Felix Becker. Band 24: Mandere–Möhl. E. A. Seemann, Leipzig 1930, S. 308 (biblos.pk.edu.pl).
- Flora Biach-Schiffmann: Giovanni und Ludovico Burnacini. Theater und Feste am Wiener Hofe (= Arbeiten des 1. Kunsthistorischen Instituts der Universität Wien [Lehrkanzel Strzygowski] Band 43). Krystall-Verlag, Wien / Berlin 1931.